# Lanciamissili

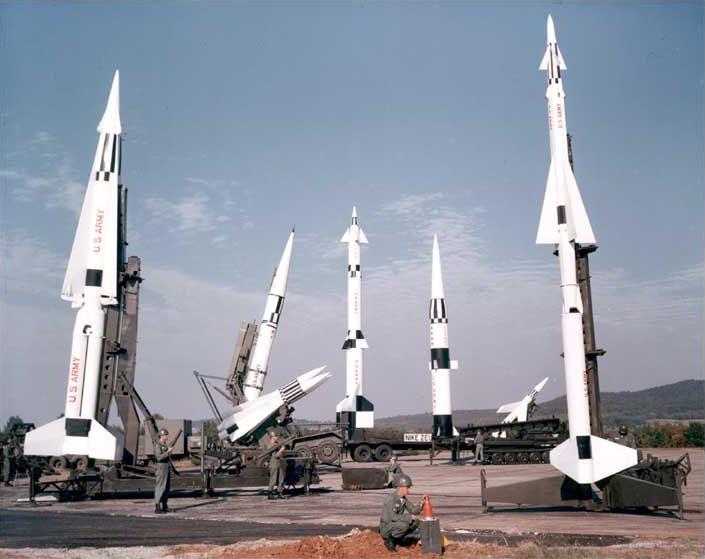
Museo storico di Missili.

Un lanciamissili è una struttura atta a supportare il lancio di un missile o di un razzo, ovvero di un proiettile autopropulso e con un eventuale sistema di guida. 

## Descrizione
Esso ha in genere la denominazione di "rampa", ma spesso si tratta di strutture complesse con diversi alveoli di lancio o di una struttura a tamburo collegata ad una o due rotaie di lancio, elevabili e rotanti sull'orizzonte. L'ultima generazione ha introdotto sistemi di autoguida sofisticati ed i missili, per semplificazione, sono sistemati in celle verticali, dalle quali vengono lanciati, per poi dirigersi verso la direzione stabilita prima del lancio stesso.
A differenza dei comuni razzi che hanno una propulsione solida e solitamente non sono guidati, un lanciamissili invece può utilizzare sia combustibile liquido che solido ed è guidato a distanza. Per chiarire al meglio la differenza si citano due esempi: l'RPG-7 è un lanciarazzi ed è molto meno complesso di un lanciamissili, mentre un missile ICBM, dove invece si deve individuare un bersaglio e dirigerci sopra il missile, è molto più complicato.

## Impiego militare

### Lanciamissili imbarcati

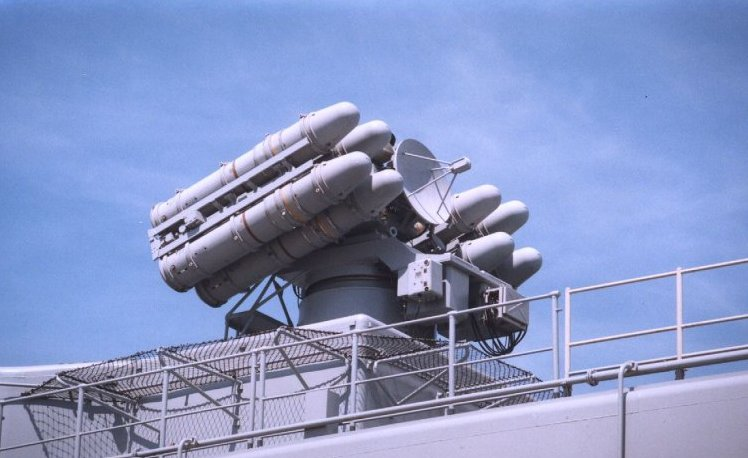
Esempio di missile Crotale sulla fregata francese Tourville a Le Havre

Tra i primi modelli di lanciamissili, in campo navale, vi è la rampa binata Mk.10, con una massa a vuoto di 182 t, seguita dall'Mk.26 assai più leggera e con una cadenza di tiro di 12 armi al minuto, e non soltanto 4 come la precedente. La Mk.41, attuale standard della marina degli Stati Uniti d'America, è dotata di una struttura modulare, con moduli contenenti ciascuno 8 pozzi, utilizzabili in genere per un solo missile, ma i moduli sono assemblabili in un numero di elementi potenzialmente infinito e in pratica abbastanza numeroso da competere con i tamburi di 40 o 60 missili dei sistemi precedenti, senza averne l'ingombro, il peso o la complessità. Ovviamente, solo i miglioramenti ai missili di per sé hanno consentito questo salto di qualità: in sostanza, è il missile che si punta da solo, dopo il lancio, e non ha più bisogno di essere puntato dal lanciatore meccanico. I tipi di missili lanciabili dall'Mk.41 sono di ogni genere: SAM a corto e lungo raggio, persino con capacità antimissile/antisatellite, missili antinave, missili da attacco terrestre o antisommergibile. In pratica, però, la mancata integrazione dell'Harpoon e l'abbandono delle versioni antinave del Tomahawk fa sì che solo i missili SAM, missili d'attacco terrestre convenzionali e ASW vengano utilizzati sulle navi USA e di altri clienti. Il miglioramento maggiore dei lanciatori verticali come gli Mk.41 è dato soprattutto dal ridotto tempo di reazione e cadenza di tiro, che sono realmente importanti solo in campo antiaereo e antimissile. L'affidabilità meccanica, molto superiore, è pure essenziale, ma si tratta quasi di una conseguenza delle precedenti necessità, che hanno comportato l'abbandono delle rampe tradizionali.

### Lanciamissili terrestri

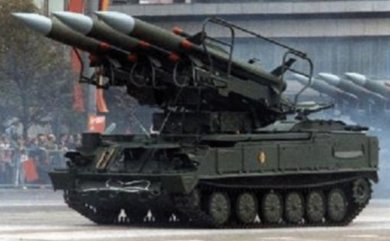
Il lanciamissili russo SA-6 Gainful

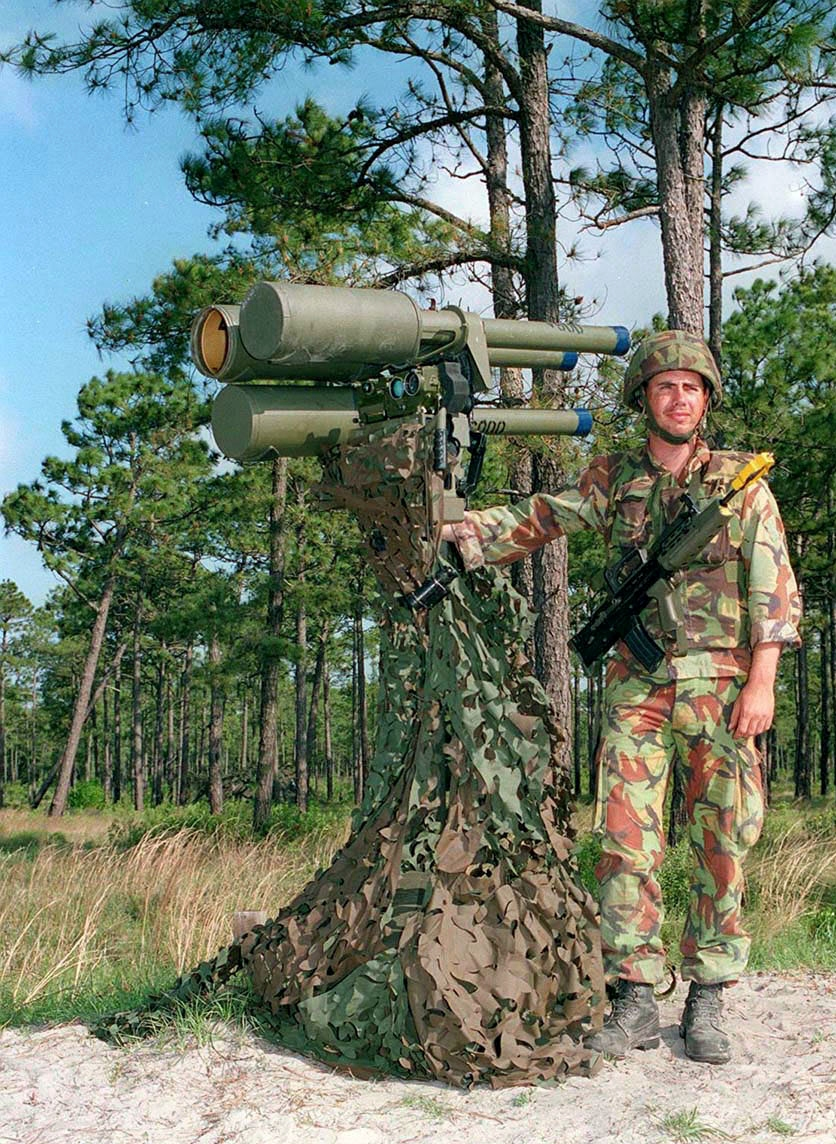
Esempio di Shorts Missile Systems Javelin

Anche in campo terrestre si assiste allo stesso fenomeno (relativo però solo ai missili antiaerei e balistici, non certo a quelli controcarro o antinave), e lanciamissili con armi verticali o orientabili sono oramai la norma per tutti i nuovi progetti di semoventi antiaerei, a parte per le armi a cortissimo raggio. Tra i lanciatori antiaerei orientabili di vecchia scuola, l'SA-6 Gainful, tra quelli di nuova generazione l'SA-15 Gauntlet. Stranamente i sovietici, che hanno introdotto in servizio operativo per primi questi lanciamissili, si sono concentrati sulle armi a lungo e a corto raggio, tralasciando il medio (SA-11 Gadfly).

### Lanciamissili spalleggiabili
Esistono altri tipi di lanciamissili che possono essere di tipo spalleggiabile, nonostante il loro ingombro e peso. Un esempio è il sistema britannico Shorts Missile Systems Javelin (evoluzione del Blowpipe), un missile a corto raggio a guida radio della Shorts (SACLOS), con buone prestazioni complessive.